# Stanislav Ianevski
Stanislav Yanevski (Станислав Яневски), né le 16 mai 1985 à Sofia, est un acteur bulgare.
Il est principalement connu pour son rôle de Viktor Krum dans Harry Potter et la Coupe de feu.

## Biographie
Né à Sofia en Bulgarie, il étudie à la Mill Hill School, un pensionnat international en Angleterre, sans montrer d'aspiration particulière pour la comédie dramatique. La directrice de casting de Harry Potter et la Coupe de feu, Fiona Weir, le choisit parmi 600 autres, qui, pour la plupart, ont auditionné à Sofia ; il est alors choisi en juin 2004 pour interpréter Viktor Krum, un joueur de Quidditch bulgare. 

## Filmographie

### Cinéma

#### Longs métrages
- 2005 : Harry Potter et la Coupe de feu, de Mike Newell : Viktor Krum
- 2007 : Hostel, chapitre II de Eli Roth : Miroslav
- 2010 : Harry Potter et les Reliques de la Mort, partie 1 de David Yates : Viktor Krum (non-crédité)
- 2011 : Resistance (film, 2011) (en) de Amit Gupta : Bernhardt
- 2016 : 11А (bg) de Georgi Kostov

### Télévision

#### Séries télévisées
- 2011 : Pod Prikritie : Angel Yakimov / Geleto (9 épisodes)
- 2013-2015 : Столичани в повече (bg) : Shepherd (3 épisodes)